# Crocicreas nigrescens
Crocicreas nigrescens är en svampart som först beskrevs av Rehm, och fick sitt nu gällande namn av S.E. Carp. 1980. Crocicreas nigrescens ingår i släktet Crocicreas och familjen Helotiaceae.   Inga underarter finns listade i Catalogue of Life.